# Люс (фильм)
«Люс» (англ. Luce) — американский драматический фильм 2019 года, снятый режиссёром Джулиусом Она, который совместно с Дж. С. Ли написал сценарий к фильму. В главных ролях — Келвин Харрисон — младший, Октавия Спенсер, Наоми Уоттс и Тим Рот.
Фильм получил 3 номинации на престижную американскую кинопремию «Независимый дух».

## Сюжет
Более десяти лет назад Питер и Эми Эдгар усыновили ребёнка из Эритреи. Они назвали его Люсом. Теперь же Люс — школьная знаменитость и гордость своих родителей. Но однажды его преподаватель Гарриет Уилсон замечает в его сочинении излишнюю симпатию к панафриканскому движению. Вскоре об этом узнают и родители Люса. Их одолевает вопрос: кто же такой Люс на самом деле?

## В ролях
| Актёр                     | Роль           |
| ------------------------- | -------------- |
| Келвин Харрисон — младший | Люс Эдгар      |
| Октавия Спенсер           | Гарриет Уилсон |
| Наоми Уоттс               | Эми Эдгар      |
| Тим Рот                   | Питер Эдгар    |
| Брайан Брэдли             | ДеШон Микс     |
| Андреа Банг               | Стефани Ким    |
| Норберт Лео Батц          | Дэн Таусон     |
| Марша Стефани Блейк       | Розмари Уилсон |
| Ноа Гейнор                | Кенни Орлики   |
| Омар Брансон              | Кори Джонсон   |
| Кристофер Манн            | Тренер Ривз    |

## Производство
В ноябре 2017 года было объявлено, что Наоми Уоттс, Октавия Спенсер, Келвин Харрисон — младший и Тим Рот присоединились к актёрскому составу фильма. Джулиус Она выступил режиссёром и написал сценарий совместно с Дж. С. Ли. Джон Бейкер, Джулиус Она и Эндрю Янг занялись продюсированием фильма. Позже к ним присоединились Роб Фенгам и Эмбер Ванг. Дж. С. Ли выступил в роли исполнительного продюсера. В декабре 2017 года Брайан Брэдли присоединился к съёмкам фильма. Она рассказал о процессе репетирования. Актёры репетировали друг с другом перед съёмками, чтобы создать более глубокие взаимоотношения. Также она рассказал и о вечеринке в Нью-Йорке, специально устроенной для молодых актёров и актрис, занятых в съёмках фильма. Фильм был снят на 35-мм плёнку.

## Релиз
Премьера фильма состоялась 27 января 2019 года на 35-м кинофестивале «Сандэнс». Вскоре NEON и Topic Studios приобрели права на его распространение на территории США, где 2 августа 2019 года он вышел в прокат.

## Критика
На агрегаторе Rotten Tomatoes фильм имеет рейтинг 90 % на основе 162 отзывов со средней оценкой 7,76/10. На Metacritic фильм имеет средневзвешенный балл 72 из 100 на основе 31 рецензий, что указывает на «в целом положительные отзывы».

## Награды и номинации
| Год  | Награда         | Категория                         | Номинант                  | Результат |
| ---- | --------------- | --------------------------------- | ------------------------- | --------- |
| 2020 | Независимый дух | Лучший режиссёр                   | Джулиус Она               | Номинация |
| 2020 | Независимый дух | Лучшая мужская роль               | Келвин Харрисон — младший | Номинация |
| 2020 | Независимый дух | Лучшая женская роль второго плана | Октавия Спенсер           | Номинация |